# Bach, Glanegg
Bach je naselje v Občini Glanegg v Okraju Trg na Koroškem v Avstriji.